# 경부 활주로
경부 활주로(京釜滑走路)는 전시에 공항 및 공군기지가 파괴되어 기능할 수 없을 때 등의 비상시를 대비하여 경부고속도로 및 호남고속도로 상에 조성된 활주로이다.
경부고속도로 건설 당시 공군참모총장이었던 장지량의 요청에 의해 8개소가 지정 · 조성되었으나, 고속도로의 차량 통행 증가와 항공 관제 설비의 발달로 인해 필요성이 줄어들어 5개소가 2006년에 지정 해제되었다.

## 구성 및 용도
활주로 자체가 군사시설보호구역으로, 인근 지역이 비행안전구역으로 지정되나, 부대되는 관제시설이나 군사시설은 거의 설치되지 않으며 중앙 분리대만 철거하면 바로 활주로로 사용할 수 있도록 바닥에는 활주로에 준한 각종 표시가 되어 있다. 평상시에는 교통상황 보고, 고속도로 시찰, 응급복구 등의 용도로 사용된다.
- 성남 활주로 (서울 방면)
- 판교 활주로 (부산 방면)
- 직산 활주로 (부산 방면)

### 지정 해제된 비상 활주로
- 신갈 활주로 (양 방향) - 1991년 신갈 분기점의 확장 개통으로 인하여 사용이 불가능하다.
- 성환 활주로 (서울 방면) - 2012년 북천안 나들목이 개설되면서 해당 나들목의 진입로가 고속도로 위에 건설됨에 따라, 사용할 수 없게 되었다
- 구미 활주로 (양 방향)
- 언양 활주로 (양 방향)
- 정읍 활주로 (양 방향) - 유일하게 호남고속도로에 설치된 비상 활주로